# 44 (album)
44 – czwarty album studyjny polskiej grupy muzycznej Hedfirst

## Lista utworów
1. "44"
2. "Wierny swoim demonom"
3. "Ogniu krocz ze mną"
4. "Sens istnienia"
5. "Jestem diabłem"
6. "Czas zmartwychwstania"
7. "Armia żywych trupów"
8. "Symfonia walki"
9. "Zabijać w imię..."
10. "Ulice kłamstw"
11. "... Od milionów lat"

## Twórcy
- Piter - bas, wokal
- Kuba - gitara
- Bayer - wokal
- Wiśnia - perkusja
- Godzu - gitara